# El pintor Francisco de Goya
El pintor Francisco de Goya és un dels quadres més coneguts del pintor espanyol Vicent López i Portaña i també un dels retrats més vists de Goya. Es tracta d'un oli sobre llenç sobre fons verd. Mesura 95,5 cm d'alt i 80,5 cm d'ample. Va ser pintat en 1826. Es troba en el Museu del Prado, Madrid, Espanya.
Aquest quadre és representatiu de l'art del pintor neoclàssic Vicente López, retratista de tall de Ferran VII d'Espanya. Va aprofitar un viatge que va fer a Madrid Goya, llavors exiliat a França (meitat de maig a primers de juliol de 1826), per retratar-ho.
El retrat mostra a Goya, amb 80 anys, assegut i subjectant uns pinzells i una paleta. En el cavallet al seu costat, està pintada la dedicatòria de López: López al seu Amic Goya.